# Sambuci
Sambuci är en ort och kommun i storstadsregionen Rom, innan 2015 provinsen Rom, i regionen Lazio i Italien. Kommunen hade 875 invånare (2018).
Församlingskyrkan är uppkallad efter aposteln Petrus.